# Heidenau (Baja Sajonia)
Heidenau es un municipio situado en el distrito de Harburgo, en el estado federado de Baja Sajonia (Alemania). Tiene una población estimada, a fines de 2024, de 2352 habitantes.